# Санкт-Петербургский импровизационный оркестр
Санкт-Петербургский импровизационный оркестр (St. Petersburg Improvisers Orchestra) — первый в России оркестр, занимающийся дирижируемой импровизацией. Оркестр был основан дирижером и пианистом Дмитрием Шубиным на базе ГЭЗ-21 в феврале 2012 и объединил в себе множество музыкантов-эксперименталистов Петербурга.

## Дирижируемая импровизация
Направление дирижируемой импровизации (или Soundpainting) зародилось в конце 1970-х гг. в творчестве Уолтера Томпсона и Лоренса Морриса. Оркестры, занимающиеся дирижируемой импровизацией, не используют нот, шаблонов или стандартов (в отличие от джазовых импровизационных коллективов). Концепция дирижируемой импровизации близка свободной (или генеративной) импровизации и представляет собой своего рода диалог между дирижером и оркестром. С помощью системы жестов (как правило, разработанной на базе систем Томпсона или Морриса) дирижер сообщает музыкантам основные параметры требуемой в данный момент музыкальной фактуры, а музыканты расшифровывают жест через призму своего понимания и возможностей своего инструмента.
Идея свободного «диалога» между оркестром и дирижером вскоре была подхвачена и другими дирижерами-эксперименталистами Европы и США. В настоящее время в мире дирижируемой импровизацией занимается порядка 40 оркестров, среди которых Лондонский импровизационный оркестр, Берлинский импровизационный оркестр, Импровизационный оркестр Глазго, ONCEIM (Франция), Оркестр Фишермана (Швейцария), Пражский импровизационный оркестр, Краковский импровизационный оркестр и т. д.

## Оркестр импровизации в Петербурге
Галерея экспериментального звука или ГЭЗ-21 (ныне Музей Звука) существует в Петербурге с 1999 года. К 2012 году ГЭЗ-21 стала культовым местом и одной из видных мировых точек авангардной и импровизационной музыки. Среди петербуржцев здесь играли такие музыканты, как Николай Судник, Владимир Григ, Николай Рубанов, Константин Оганов, Дмитрий Тыквин, Михаил Коловский и др., а также сложилось множество импровизационных ансамблей. Зачастую концерты в ГЭЗ-е проходили в формате свободного джема. Именно тогда (в 2012 г.) к Дмитрию Шубину пришла идея объединить всех музыкантов ГЭЗ-а в некий общий проект, точнее, оркестр. Первая сессия импровизационного оркестра состоялась в феврале 2012 года и возымела большой успех как у аудитории, так и у музыкантов-участников оркестра. С тех пор Санкт-Петербургский импровизационный оркестр ежемесячно дает концерты на сцене ГЭЗ-а (Музея Звука) и других концертных площадках города (в том числе в Санкт-Петербургской капелле, Эрмитажном театре, Мраморном дворце, в Зале им. М. П. Мусоргского в Мариинском театре, в Эрарте, на Новой сцене Александринского театра, в Анненкирхе, Яаникирик). Некоторые сессии Санкт-Петрубургский импровизационный оркестр сыграл вместе с другими европейскими оркестрами: Fishermanns Orchestra (Швейцария), ONCEIM (Франция), с музыкантами кафедры импровизации Парижской консерватории.
СПбИО принимал участие в таких фестивалях, как «Петроджаз», «SKIF», «Sound On», «20 лет Музею нонконформистского искусства». 25 октября 2018 г. музыканты СПбИО выступали совместно с участниками французского оркестра ONCEIM на открытии фестиваля «Sound Around» в Калининграде.
В 2017 году Санкт-Петербургский оркестр импровизации стал обладателем Гран-при Премии Сергея Курёхина.
Создавая свой оркестр, Шубин взял за основу систему дирижирования Морриса, но в течение лет эта система несколько видоизменилась под воздействием авторских задач дирижера и внешних факторов (специфики музыкальных инструментов оркестрантов и взаимодействия с дирижерами других импровизационных оркестров). В дирижируемой импровизации музыканты, помимо традиционных, используют расширенные техники игры на инструментах и электронику.

## Состав
Кроме традиционных оркестровых инструментов, в состав СПбИО входят препарированный кото, даксофон, Григсон-2, стеклянная арфа, водосточная труба, диджериду, Скрипа (препарированная скрипка), терменвокс, электро-гитары и другие электронные инструменты. Состав участников, изначально состоявший из «ветеранов» ГЭЗ-21, постоянно пополняется молодыми музыкантами-выходцами из Санкт-Петербургской консерватории и Школы импровизационной музыки.
Состав (на начало 2019 г.):
Игнат Хлобыстин (флейта), Максим Позин (альтовая флейта/саксофоны), Николай Рубанов (саксофоны), Леонид Перевалов (бас-кларнет), Константин Оганов (труба), Михаил Коловский (туба), Наталия Потапенко (аккордеон), Екатерина Лопатина, Юлия Кравченко, Марина Позина, Татьяна Симонова, Елена Коптилкина (голоса), Юлия Кравченко, Герман Шнайдер (рояль), Станистава Малаховская (арфы), Дмитрий Тыквин (даксофон/препарированный кото), Николай Судник (объекты), Алексей Иванов (ударная установка, перкуссия), Екатерина Федорова (водосточная труба, перкукуссия), Марк Коммер (скрипа/саксобон), Александр Астафьев, Дарья Барабенова (виолончели), Ольга Круковская, Константин Подгорбунский (контрабасы), Владимир Григ (гитара, электроника), Павел Облапенко (бас-гитара).